# 张越 (主持人)
张越（1965年10月22日—），中国中央电视台节目主持人，毕业于首都师范大学中文系。

## 生平
1965年出生于北京市。1972年就读于北京曙光小学，6年后毕业。1978年考入北京五十五中学。1984年考取首都师范大学中文系。1989年毕业后分配到北京财会学校执教，一直到1997年。1995年担任中国中央电视台《半边天》主持人，一直延续至今。

## 评价
中国电视艺术家协会在“中国电视节目主持人25年25人”颁奖词中评价张越：“她以激情与悲悯之心，坚持着对普通人的注视与关怀，挖掘出平静生活之下时刻涌动的暗流。本着诚恳与平等，张越以自己独特的方式和视角，记录下个人以顽强生命力生存下去的见证，也是今天这个世界鲜活的见证。”